# Saint-Germain-de-la-Grange
Saint-Germain-de-la-Grange ist eine französische Gemeinde mit 1.842 Einwohnern (Stand: 1. Januar 2022) im Département Yvelines in der Region Île-de-France. Sie gehört zum Arrondissement Rambouillet und zum Kanton Aubergenville (bis 2015: Kanton Montfort-l’Amaury). Die Einwohner werden Saint-Germanois genannt.

## Geographie
Saint-Germain-de-la-Grange befindet sich etwa 20 Kilometer westlich von Versailles am Bach Ru Maldroit. Umgeben wird Saint-Germain-de-la-Grange von den Nachbargemeinden Thiverval-Grignon im Norden und Osten, Plaisir im Südosten, Neauphle-le-Château im Süden, Villiers-Saint-Frédéric im Süden und Südwesten sowie Beynes im Westen.

## Bevölkerungsentwicklung
| Jahr                      | 1962 | 1968 | 1975 | 1982 | 1990 | 1999 | 2006 | 2012 |
| Einwohner                 | 225  | 289  | 821  | 1187 | 1462 | 1622 | 1795 | 1835 |
| Quelle: Cassini und INSEE |      |      |      |      |      |      |      |      |

## Sehenswürdigkeiten
- Alte Zehntscheune
- Wegekreuz